# Handroanthus serratifolius
Ébène verte, Ipé, Ébénier de Guyane
Espèce
Classification phylogénétique
Synonymes
- Bignonia araliacea Cham.
- Bignonia conspicua Rich. ex DC.
- Bignonia flavescens Vell.
- Bignonia patrisiana DC.
- Bignonia serratifolia Vahl - basionyme
- Gelseminum araliaceum (Cham.) Kuntze
- Gelseminum speciosum (A. DC.) Kuntze
- Handroanthus araliaceus (Cham.) Mattos
- Handroanthus atractocarpus (Bureau & K. Schum.) Mattos
- Handroanthus flavescens (Vell.) Mattos
- Tabebuia araliacea (Cham.) Morong & Britton
- Tabebuia monticola Pittier
- Tabebuia serratifolia (Vahl) G. Nicholson
- Tecoma araliacea (Cham.) A. DC.
- Tecoma atractocarpa Bureau & K. Schum.
- Tecoma conspicua A. DC.
- Tecoma flavescens (Vell.) Mart. ex A. DC.
- Tecoma nigricans Klotzsch
- Tecoma patrisiana DC.
- Tecoma serratifolia (Vahl) G. Don
- Tecoma speciosa A. DC.
- Tecoma speciosa DC. ex Mart.[2]

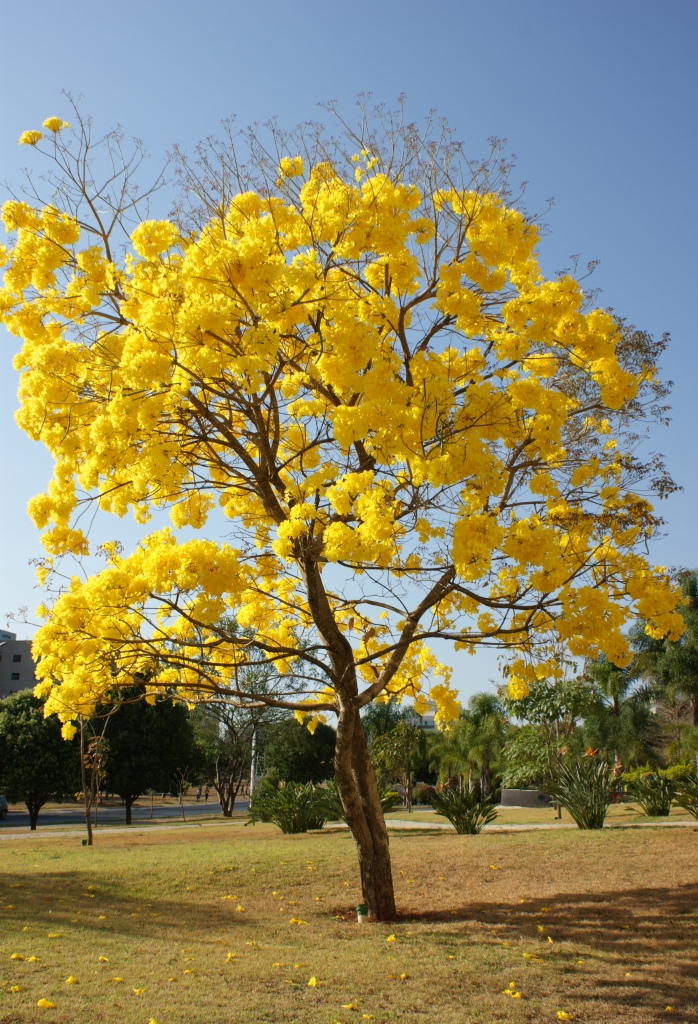
Handroanthus serratifolius au Brésil.

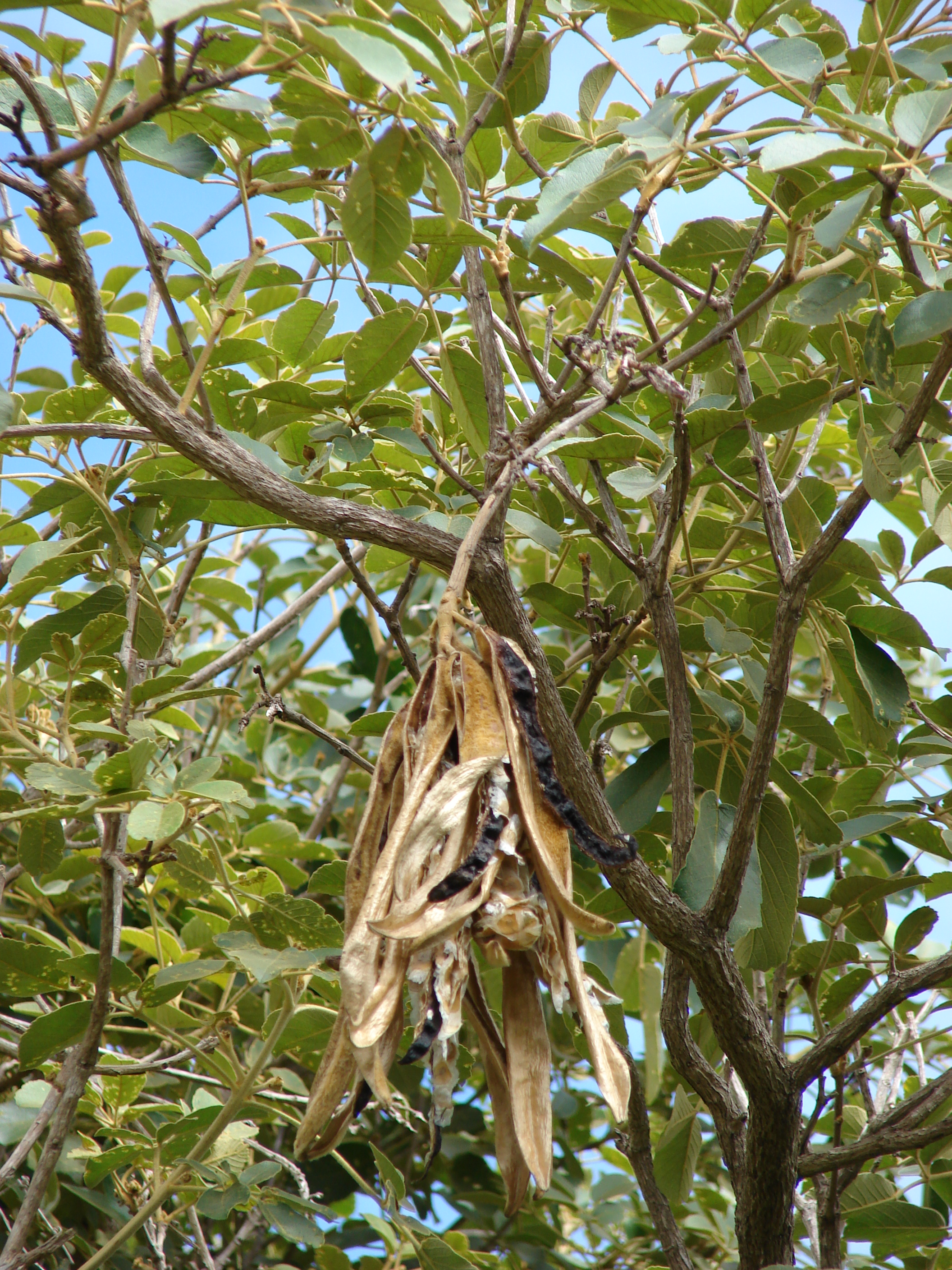
Gousses mâtures éclatées.

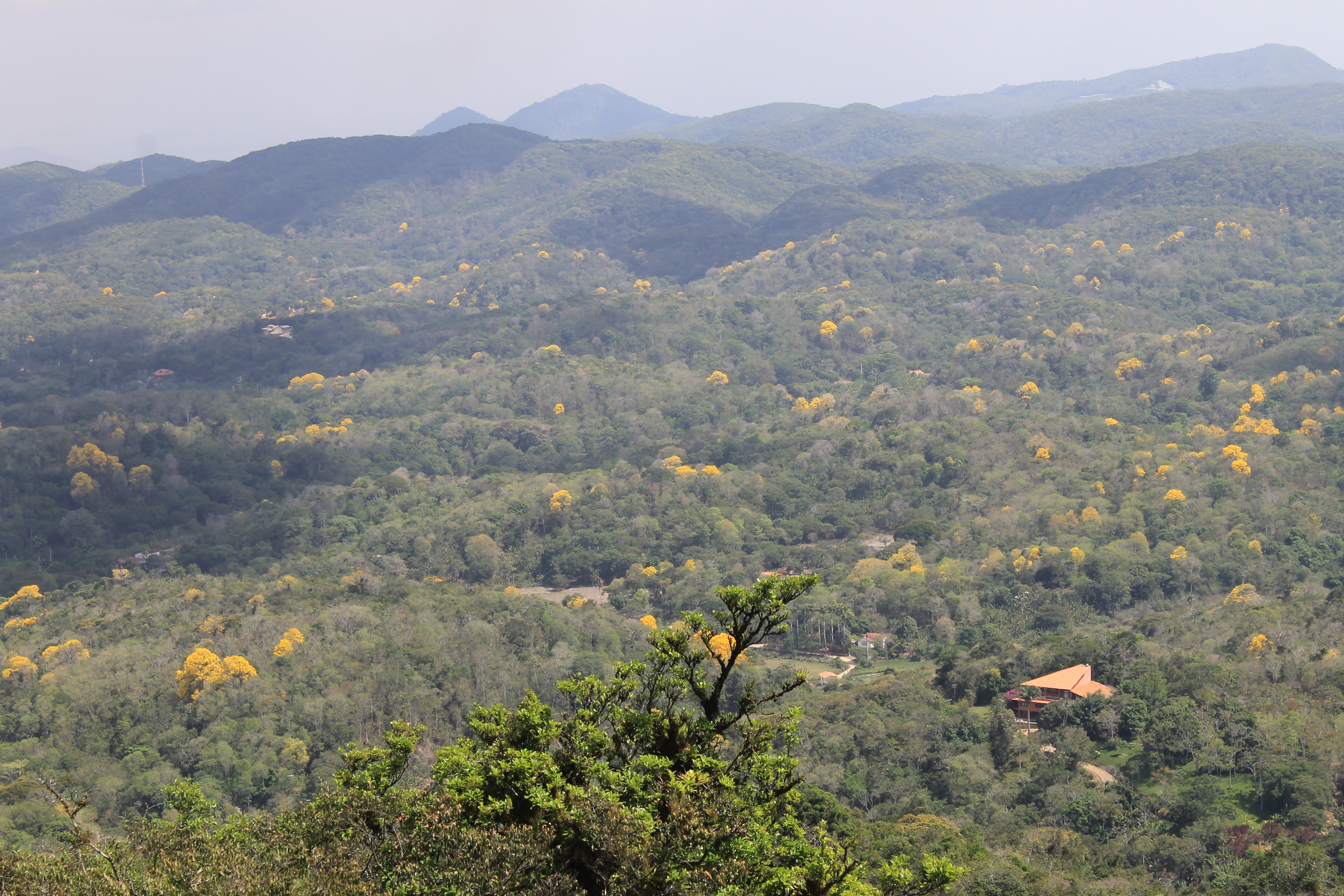
Floraison massive de "Pau-d'arcos amarelos" vue depuis Pico Alto, point culminant de la Serra de Baturité (Guaramiranga, dans le Ceará, au Brésil).

Handroanthus serratifolius est une espèce de plantes à fleurs de la famille du Calebassier, les Bignoniaceae. C'est un arbre originaire d'Amérique centrale et d'Amérique du Sud.

## Noms vernaculaires
Communément appelée ébénier de Guyane en français, Ipé sur les marchés internationaux, ou plus souvent ébène verte, ébène soufré en créole guyanais, Guinaati, Guinaati kiabici, Betha-bara (nenge tongo), tayɨ (Wayãpi), kwik (Palikur), arawone (Kali'na) en Guyane, Groenhart en hollandais du Suriname, Hakia, Iron wood au Guyana, Ipê, ipê-amarelo, Pau d'arco au Brésil,, Greenheart en anglais, ou ailleurs Yellow lapacho, Lapacho negro, Guayacan, Canaguate, Polvillo, Acapro, Tahuari negro, Puy, Yellow poui, Yellow ipe ou Pau d'arco amarelo. 

## Taxonomie
L'ébène verte n'a aucun lien taxonomique avec les ébènes africaines qui appartiennent à la famille de Ebenaceae.

## Répartition
Cet arbre originaire des forêts d'Amérique centrale et d'Amérique du Sud pousse dans la végétation cerrado du Brésil, jusqu'à la Guyane, et de la Bolivie, et du Paraguay au nord de l'Argentine. 

## Description
C'est un arbre forestier tropical parmi les plus grands et les plus solides. Il atteint jusqu'à 45 mètres de hauteur tandis que la base peut mesurer de 1-2 mètres de diamètre. On le reconnaît notamment à sa spectaculaire floraison massive : ses fleurs en trompette jaune soufre s'épanouissent après la chute de son feuillage (souvent vers septembre en Guyane, en début de saison sèche).

## Usages
Comme plusieurs espèces du genre Handroanthus, son bois est apprécié. 
C'est un bois dur cultivé commercialement, remarquable pour son extrême dureté et sa résistance au feu et aux ravageurs. Il est parfois commercialisé sous le nom de " bois de fer ", ou tout simplement comme " ipê " (tout le genre Tabebuia), ou comme lapacho (proprement Handroanthus serratifolius). Les propriétés technologiques, la composition chimique, la préservation, le séchage et le sciage de ce bois tropical ont été étudiées,,. Le parvis de la bibliothèque François Mitterrand à Paris est construit en ébène verte. 
Ses fleurs sont également employées dans la pharmacopée traditionnelle pour confectionner un sirop antitussif.

### Chimie
L'écorce de Handroanthus serratifolius contient des composés chimiques dont le lapachol, la quercétine et d'autres flavonoïdes[réf. nécessaire]. Son bois contient des alcaloïdes, des saponines et des anthraquinones.   
Son bois contient des substances colorantes. 

## Histoire naturelle
En 1741, Barrère écrit sur cette plante ainsi :
```
« BIGNONIA arbor, Hexaphylla, flore maximo, luteo, ebenus vulgo vocata. 
GUIRAPARIBA MARCG.
 
Ebene Verte.

BIGNONIA arbor, Hexaphylla, ligno Citrino. 
Ebene jaune.
 C'eſt une variété de la précédente ; ces deux eſpeces de 
Bignonia
 croiſſent dans la grande terre, ſur des montagnes peu élevées, & forment par la beauté & la multiplicité de leurs fleurs une eſpece de décoration très-agréable pour les Voyageurs. »
[
12
]
```

En 1775, le botaniste Aublet rapporte ceci : 
```
« 12. BIGNONIA (
leucoxylon
) foliis digitatis ; foliolis integerrimis, ovatis, acuminatis. Lin. 
Spec.
 870. 
Bignonia leucoxylon, fruticoſa, floribus luteis. LOEFL.
Amer.
p.361. 
n
.186.
Leucoxylon arbor ſiliquoſa, quinis foliis, floribus nerii, alato ſemine. Pluk.
Alm.
215. t.200. f.4. 
QUIRAPAIBA vel URUPARIBA, Braſilienſibus ; PAO D'ARCO Luſitanis. Marcgr.Braſ. pag.118. cap.11. 

BOIS D'EBENE VERT DES HABITANS DE Caïenne.
 Cet arbre fleurit deux & même trois fois pendant l'année ; ce ſont ſes fleurs qui annoncent les pluies. Il perd ſes feuilles, on le distingue de loin dans les forêts par la beauté de ſes fleurs. »
[
13
]
```

En 1897, le Dr Heckel en dit cela dans son ouvrage : 
```
« 
Ebène verte
 [
Greenheart
 des Anglais.] - Bignonia leucoxylon D. C. ; Tecoma leucoxylum Mart. (
Bignoniacées
). (Urupariba au Brésil). 
Alexitère
 renommé. L'écorce est regardée comme l'antidote du serpent et du 
mancenillier
. Les habitants recueillent soigneusement les fleurs qu'ils conservent pour en faire des infusions 
pectorales
. Le bois, à aubier blanc entourant un cœur jaune verdâtre, donne, par 
décoction
, un puissant sudorifique (à étudier). »
[
6
]
```

## Voir également
- Liste des plantes de la végétation Cerrado du Brésil
- Liste des espèces d'arbres de Guyane

## Les références
- (en) Cet article est partiellement ou en totalité issu de l’article de Wikipédia en anglais intitulé « Handroanthus serratifolius » (voir la liste des auteurs).

1. ↑  (en-US) « Name - Handroanthus serratifolius (Vahl) S.O. Grose », Tropicos, Saint Louis, Missouri, Missouri Botanical Garden (consulté le 31 mars 2020)
2. ↑  (en-US) « Name - Handroanthus serratifolius (Vahl) S.O. Grose - synonyms », Tropicos, Saint Louis, Missouri, Missouri Botanical Garden (consulté le 10 mars 2017)
3. 1 2 3  Pierre Grenand, Christian Moretti, Henri Jacquemin, Marie-Françoise Prévost, Pharmacopées traditionnelles en Guyane : créoles, palikur, wayâpi, Paris, IRD, 2004, 816 p. (ISBN 978-2709915458, lire en ligne), p. 248-250
4. 1 2  CIRAD-CTFT - FRA., « Carapa, Chawari, Ebène verte. », Bois et Forêts des Tropiques, vol. 231,‎ 1992, p. 57-68 (lire en ligne)
5. 1 2  Bois de Guyane, KOUROU, Centre Technique Forestier Tropical (ISBN 2-85411-010-2, lire en ligne), ébène verte
6. 1 2   Édouard Heckel, Les plantes médicinales et toxiques de la Guyane française : catalogue raisonné et alphabétique, Mâcon, Protat frères, 1897, 160 p. (lire en ligne), p. 112
7. ↑  « Handroanthus serratifolius », The Plant List (consulté le 15 septembre 2017)
8. ↑  Guide de reconnaissance des arbres de Guyane, Cayenne, Office National des Forêts, 2004, 374 p. (ISBN 2-84207-295-2, BNF 40026490)
9. ↑  Détienne, Paulette Jacquet et Alain Mariaux, Manuel d'identification des bois tropicaux - Tome 3 Guyane française, Quae, 1982, 315 p. (ISBN 978-2876145962, lire en ligne), p. 39-40
10. ↑  Audrey, « La terrasse ipé de la bibliothèque François Mitterrand », sur www.terrassebois.com, TERRASSE BOIS, 30 mai 2014 (consulté le 23 mars 2020)
11. ↑  Renault et Paul Sagot, « Note Sur La Matière Colorante De L'ébène Verte De La Guyane », Bull. Soc. Bot. France, vol. 19 (3),‎ 1872, p. 166-167 (DOI 10.1080/00378941.1872.10827615, lire en ligne)
12. ↑   Pierre Barrère, ESSAI SUR L'HISTOIRE NATURELLE DE LA FRANCE EQUINOXIALE. OU DE̛NOMBREMENT Des Plantes, des Animaux, & des Minéraux, qui ſe trouvent dans l'Iſle de Cayenne, les Iſles de Remire, sur les Côtes de la Mer, & dans le Continent de la Guyane. AVEC Leurs noms differens, Latins, François, & Indiens, & quelques Obſervations ſur leur uſage dans la médecine et dans les arts., PARIS : PIGET, 1741 (lire en ligne [PDF])
13. ↑  Jean Baptiste Christian Fusée-Aublet, HISTOIRE DES PLANTES DE LA GUIANE FRANÇOISE, rangées suivant la méthode sexuelle, avec plusieurs mémoires sur les différents objets intéreſſants, relatifs à la culture & au commerce de la Guiane françoiſe, & une Notice des plantes de l'Iſle de France. volume II, Londres et Paris, P.-F. Didot jeune, Librairie de la Faculté de Médecine, quai des Augustins, 1775, pp. 86-93 (annexes)